# Sílvia Munt i Quevedo
Sílvia Munt i Quevedo (Barcelona, 24 de març de 1957) és una actriu de teatre, cinema i televisió, i directora de cinema catalana. Va ser ballarina de dansa clàssica.

## Biografia
Titulada en Ballet Clàssic per The Royal Ballet de Londres (1974), la seva activitat professional es va desenvolupar en l'àmbit de la dansa amb el Ballet Contemporani de Barcelona.
El 1977 va debutar al cinema amb L'orgia. El 1981 va protagonitzar La plaça del Diamant, que li va suposar la Conquilla de Plata al Festival Internacional de Cinema de Sant Sebastià, i ràpidament va començar a treballar amb els directors com Fernando Trueba (Sal gorda), Vicente Aranda (La pasión turca), Manuel Gutiérrez Aragón (El rey del río) o Montxo Armendáriz (Secretos del corazón). Ha estat guardonada amb dos premis Goya (millor actriu per Alas de mariposa i millor curtmetratge documental per Lalia), aquest últim va arribar a acumular més de quinze premis, entre ells el United Nations World Forum on Children's Television.
Ha dirigit diversos telefilms com Les filles de Mohamed, premi Civis Media Arts al Millor Telefilm europeu de l'Any i Coses que passen, Bisnaga de Plata al Festival de Màlaga de 2007 i dos llargmetratges (el documental Elena Dimitrievna Diakonova. Gala i Pretextos, pel qual va obtenir el Premi a la Millor Direcció al Festival de Màlaga de 2008).
El seu últim treball ha estat dirigir Una comèdia espanyola, de Yasmina Reza, per al Centro Dramático Nacional i Dubte, de John Patrick Shanley, al Teatre Poliorama de Barcelona. Està pendent d'emissió el telefilm Mentiders, del qual és guionista i directora.
És membre de l'Acadèmia del Cinema Europeu i de l'Acadèmia de les Arts i les Ciències Cinematogràfiques d'Espanya. Des del desembre de 2008 fins al 14 de novembre de 2011, també va ser consellera del Plenari del Consell Nacional de la Cultura i de les Arts (CoNCA), organisme del qual va dimitir juntament amb nou membres més, com a protesta pel trencament de model que proposa el projecte de Llei Òmnibus de 2011.

## Obra

### Cinema (com a actriu)
- 2007- Pretextos (Sílvia Munt)
- 2006- Remake (Roger Gual)
- 2000- Aunque tú no lo sepas (Juan Vicente Córdoba)
- 1999- El viaje de Arián (Eduard Bosch)
- 1998- Subjúdice (Josep Maria Forn)
- 1997- El faro (Manuel Balaguer)
- 1996- El domini dels sentits (episodi de Judith Collell)
- 1996- Una piraña en el bidé (Carles Pastor)
- 1996- Secretos del corazón (Montxo Armendáriz). (Pel·lícula nominada a l'Oscar a la millor pel·lícula de parla no anglesa)
- 1996- Todo está oscuro (Ana Díez)
- 1995- Assumpte intern (Carles Balagué)
- 1995- Éxtasis (Mariano Barroso)
- 1995- Razones sentimentales (Antonio A. Farré)
- 1994- La pasión turca (Vicente Aranda)
- 1994- El rey del río (Manuel Gutiérrez Aragón)
- 1994- El perquè de tot plegat (Ventura Pons)
- 1993- Nexe (Jordi Cadena)
- 1993- Los baúles del retorno (María Miró)
- 1993- Bloodline ("Lazos de sangre") (Pal Erdöss)
- 1992- El llarg hivern (Jaime Camino)
- 1992- Cràpules (Toni Mora)
- 1992- El caçador furtiu (Carles Benpar)
- 1991- Alas de mariposa (Juanma Bajo Ulloa)
- 1991- Els papers d'Aspern (Jordi Cadena)
- 1987- Quimera (Carlos Pérez Ferré)
- 1985- Golfo de Vizcaya (Javier Rebollo)
- 1984- Bajo en nicotina (Raúl Artigot)
- 1984- Le grand voyage (Richard Dindó) (v.o. en francès)
- 1983- Soldados de plomo (José Sacristán)
- 1983- Sal gorda (Fernando Trueba)
- 1983- Akelarre (Pedro Olea)
- 1982- Pares y nones (José Luis Cuerda)
- 1982- La plaça del diamant (Francesc Betriu)
- 1978- L'orgia (Francesc Bellmunt)

### Cinema (com a directora)
- 2014- El Cafè de la Marina
- 2012- Mentiders[3]
- 2007- Pretextos
- 2003- Elena Dimitrievna Diakonova. Gala
- 1999- Lalia
- 1998- Déjeme que le cuente

### Teatre (com a actriu)
- 1996/97- Àngels a Amèrica de Tony Kushner. Dir. Josep Maria Flotats TNC
- 1994- La mort i la donzella d'Ariel Dorfman. Dir. Boris Rotenstein
- 1993- Cartas de amor d'A. R. Gurney. Dir. Josep Costa
- 1990- Tres germanes d'Anton Txékhov. Dir. Pierre Romans. Cia. J. Ma. Flotats
- 1990- Trío en Mi bemol d'Eric Rohmer. Dir. Fernando Trueba. Centro Dramático Nacional. Gira anys 91 i 92.
- 1987- La filla del Carmesí de Josep Maria de Sagarra. Dir. Jordi Mesalles.
- 1986- Romeu i Julieta de William Shakespeare. Dir. Esteve Polls.
- 1986- Antígona de Salvador Espriu. Dir. Joan Ollé.
- 1982- Cyrano de Bergerac d'Edmond Rostand. Dir. Damià Barbany.
- 1979- La Blancarrosa, sirena de la mar blava de Damià Barbany.
- 1977- Somni d'una nit d'estiu de William Shakespeare. Saló Diana.
- 1977- Canigó de Jacint Verdaguer. Dir. Esteve Polls.

### Teatre (com a productora)
El 1987 crea la seva pròpia companyia de teatre amb la que produeix dos espectacles:
- Ondina, de J. Giraudoux. Dir. Santiago Sans.
- La nieta del sol, d'Ever M. Blanchet. Dir. Col·lectiva.

### Teatre (com a directora)
- 2022- Desig de Josep M. Benet i Jornet. Teatre Nacional de Catalunya.
- 2020- Eva contra Eva de Pau Miró. Teatre Goya.
- 2013- Cap al tard de Santiago Rusiñol (reposició)
- 2012- Dubte, de John Patrick Shanley. Teatre Poliorama en el marc del GREC 2012
- 2009- Una comedia española de Yasmina Reza.
- 2007- Cap al tard de Santiago Rusiñol
- 2005- Surabaya, de Marc Rosich Teatre Romea.

### Televisió (com a actriu)
- 2011: Meublé. La casita blanca, de Sílvia Munt
- 2004- The Crown, telefilm de Peter de Vamm (Països Baixos)
- 2004- Palabras mágicas, telefilm d'Octavi Masiá (Trivisió)
- 2003- Le meilleur commerce du monde, telefilm de Bruno Gantillon (França)
- 2003- Fragmentos telefilm de Judith Collell.
- 2001- Maxima's Miracle telefilm de Paul Ruven (Pieter Van Huystee Film, Països Baixos)
- 2002- L'aîné des Ferchaux telefilm en dos episodis de Bernard Stora. Prod. GMT-TF1 (França)
- 1998- Tío Willy
- 1995- Dones i homes Telefilm d'Antoni Verdaguer per a TV3.
- 1993- Arnau (Lluís Mª Güell) TV3
- 1989- El obispo leproso (José Mª Gutiérrez) TVE.
- 1983- Teresa de Jesús (Josefina Molina) TVE.
- 1981- La plaça del diamant (Francesc Betriu). TVE.

### Televisió (com a directora)
- 2011: Meublé. La casita blanca, de Sílvia Munt
- 2008- Vida privada (adaptació de la novel·la de Josep M. de Sagarra)[4]
- 2006- Coses que passen, TV movie. Co-Prod. TV3 i Canal Sur.
- 2003- Les filles de Mohamed (telefilm)
- 2000- Quia (telefilm per a TV3)

### Dansa
Entre els anys 1973 i 1978 es dedica plenament a la dansa com a ballarina i coreògrafa, formant part, entre d'altres, de les companyies de Gelu Barbu (primer ballarí del Ballet Nacional de Romania) i del Ballet Contemporani de Barcelona.